# Église Saint-Hilaire d'Asnières-sur-Vègre
L'église Saint-Hilaire est une église située à Asnières-sur-Vègre, dans le département de la Sarthe.

## Historique
La tradition en fait de l'église une des plus anciennes du Maine. Elle aurait été fondée par saint Thuribe, un compagnon de saint Julien, c'est-à-dire au IVe siècle. Entre 623 et 654, un seigneur de Sablé a fait don de la terre d'Asnières aux chanoines du Mans. Entre 1067 et 1068, les chanoines du Mans ont acheté l'église à un certain Salomon, fils de Geoffroy.
La nef et le chœur ont été construits vers le milieu du XIe siècle tandis que le clocher date du XIIe siècle. La réalisation des peintures murales s'étale du XIIe au XVIe siècle. Elles ont été découvertes en 1951.

## Protection
L'édifice et ses peintures murales sont classés au titre des monuments historiques depuis le 27 juillet 1979.

## Description
L'église d'Asnières-sur-Vègre se compose d'une nef romane de forme rectangulaire et percée de deux fenêtres de chaque côté. Le chœur roman, construit à la même époque que la nef, a été remplacé par un chœur gothique au XIVe siècle. La tour du clocher, qui servait de tour de guet, ne possède pas d'accès à l'extérieur. Les peintures murales représentent plusieurs scènes de la vie du Christ (la présentation au Temple, l'adoration des Mages) ainsi que de nombreuses scènes de l'enfer.

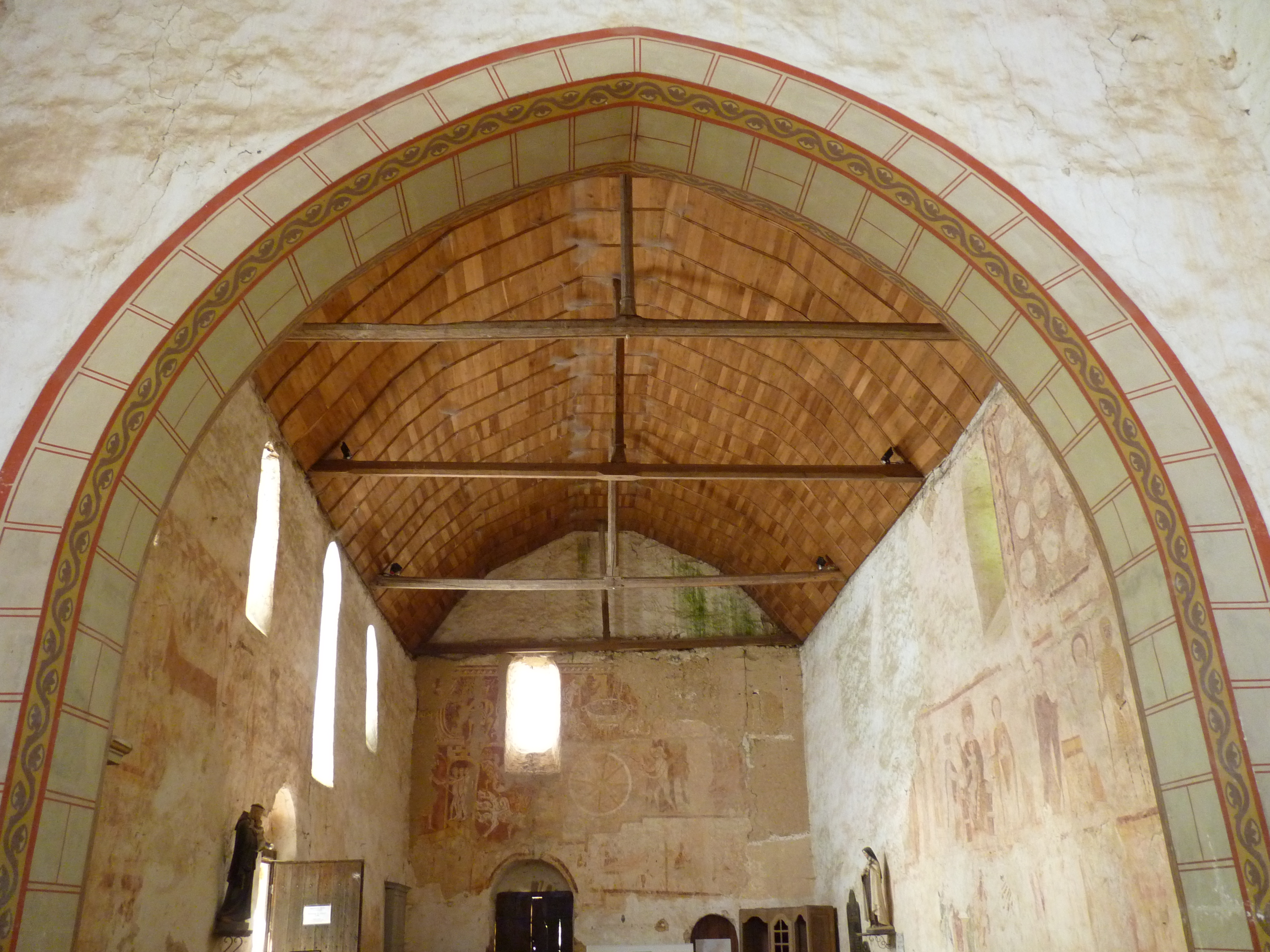
Les fresques de l'église Saint-Hilaire.